# Harold Camping
Harold Egbert Camping (Boulder, 19 de julio de 1921-Oakland, 15 de diciembre de 2013) fue un predicador cristiano estadounidense. Fue el presidente de Family Radio, un grupo de radio con sede en California estación que abarca más de 150 mercados en los Estados Unidos. Camping se caracterizaba por la aplicación de la numerología para sus interpretaciones de los pasajes de la Biblia para predecir las fechas del fin del mundo, pero nunca se cumplieron.
Su predicción del fin del mundo en 2011 fue que el 21 de mayo de 2011 ocurriría el retorno de Jesús, que los elegidos volarían hasta el cielo, y luego seguirían cinco meses de fuego, azufre y plagas, con millones de personas muriendo cada día, que culminarían el 21 de octubre de 2011, con el fin del mundo, pero como era de esperarse no aconteció el fin del mundo. Él había predicho anteriormente el día del juicio los días 21 de mayo de 1988, y 7 de septiembre de 1994.
Por todo esto le fue concedido el Premio Ig Nobel de Matemáticas en 2011.
Su predicción de 2011 se informó ampliamente, y provocó las respuestas de los ateos y organizaciones cristianas. Después de que el 21 de mayo pasó sin incidentes previstos, Camping dijo que creía que un juicio "espiritual" se había producido en esa fecha, y que el día del juicio y rapto físico ocurrirían el 21 de octubre de 2011, simultáneamente con la destrucción del universo por Dios. Pasada la fecha la predicción no llegó a cumplirse.
El 9 de junio de 2011, Camping sufrió un derrame cerebral y fue hospitalizado. Su habla fue afectada por el derrame cerebral. El 23 de junio, la estación de Camping de la Family Radio anunció que iba a reemplazar su show de Foro Abierto (Open Forum), con una nueva programación.

## Biografía
Camping nació en Colorado y a una edad temprana se mudó a California. Obtuvo un B.S. Licenciado en Ingeniería Civil de la Universidad de California en Berkeley (1942). Él y su familia eran miembros de la Iglesia Cristiana Reformada hasta 1988. Durante este tiempo se desempeñó como maestro de la Escuela Dominical en la Alameda Bible Fellowship.
En 1958, se unió a otros individuos de la Iglesia Cristiana Reformada, Biblia Bautista, y los conservadores cristianos presbiterianos fondos para comprar una estación de radio FM en San Francisco, California, Kear, y luego a 97.3 MHz, para difundir el Evangelio cristiano tradicional de la comunidad protestante conservador y el ministro para el público en general. A través de la década de 1960, Family Radio adquirió seis estaciones de FM adicionales y siete estaciones de AM otras bajo las pautas establecidas por la Comisión Federal de Comunicaciones (FCC).

### Family Radio

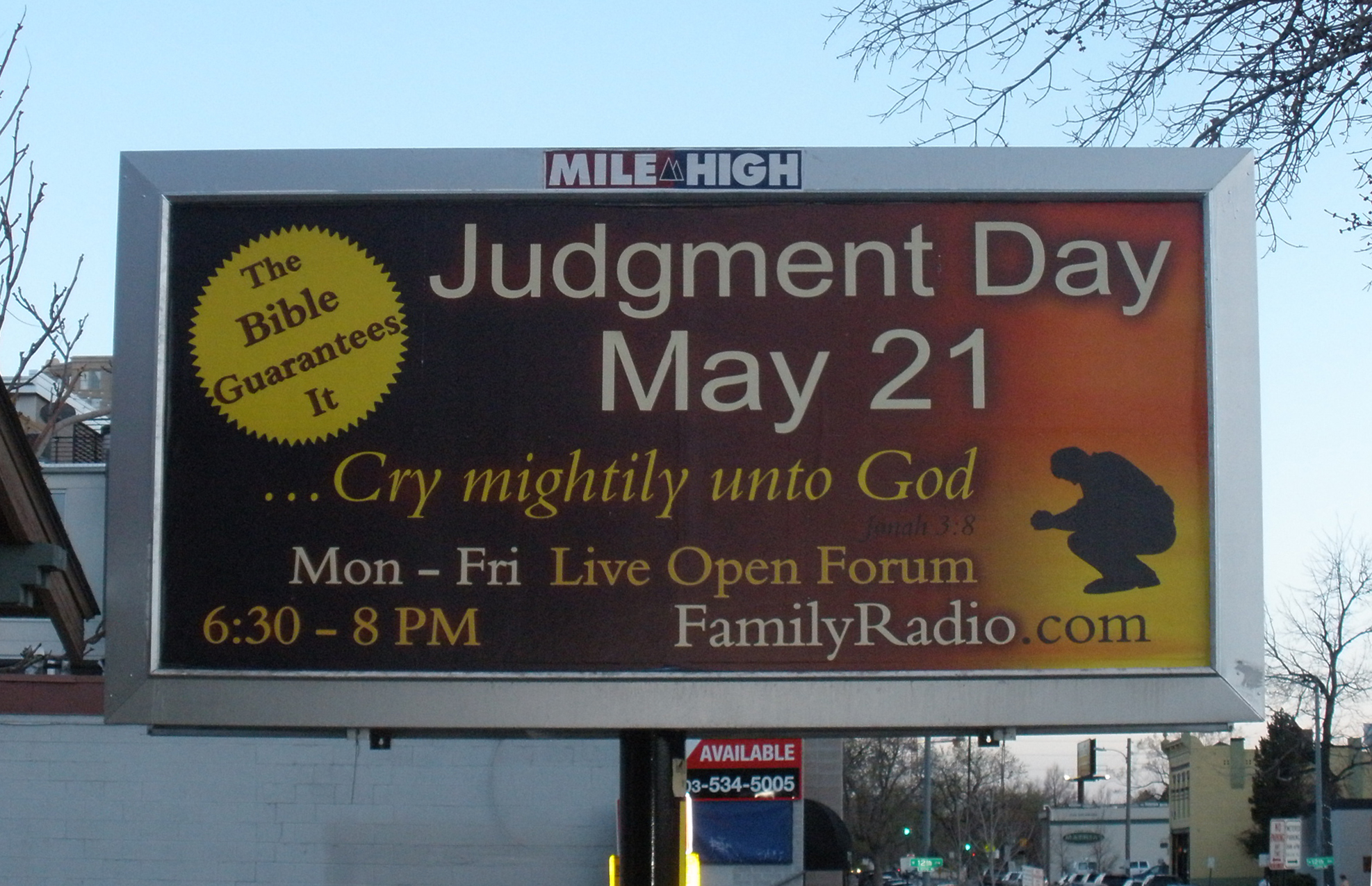
Cartel de Family Radio en Denver sobre la predección del fin del mundo para el 21 de mayo de 2011.

En 1961, Family Radio inició el programa Open Forum (en español; Foro Abierto), un programa, semanal de llamadas en el programa que aloja Camping. Los oyentes llamaban en primer lugar con preguntas sobre el significado de ciertos pasajes de la Biblia, y Camping respondía a través de interpretaciones, a menudo con referencia a otros pasajes bíblicos. En ocasiones, se planteaban preguntas que se relacionan con la doctrina cristiana en general, que iban desde la naturaleza del pecado y la salvación, a cuestiones relacionadas con la vida cotidiana, tales como el matrimonio, la moral sexual y la educación. Este programa se emitía en más de 150 estaciones de radio propiedad de Family Radio, en los Estados Unidos. El foro abierto fue también traducido a muchos idiomas extranjeros y (junto con otros programas de Family Radio) se transmitía en todo el mundo vía onda corta estación WYFR, una red de estaciones de AM y FM, una estación de televisión por cable e Internet.
Family Radio pasó más de U$S 100 millones en la campaña de información sobre la predicción del 21 de mayo, financiado por las ventas y el intercambio de puntos de emisión.

## 2011: El año del juicio final

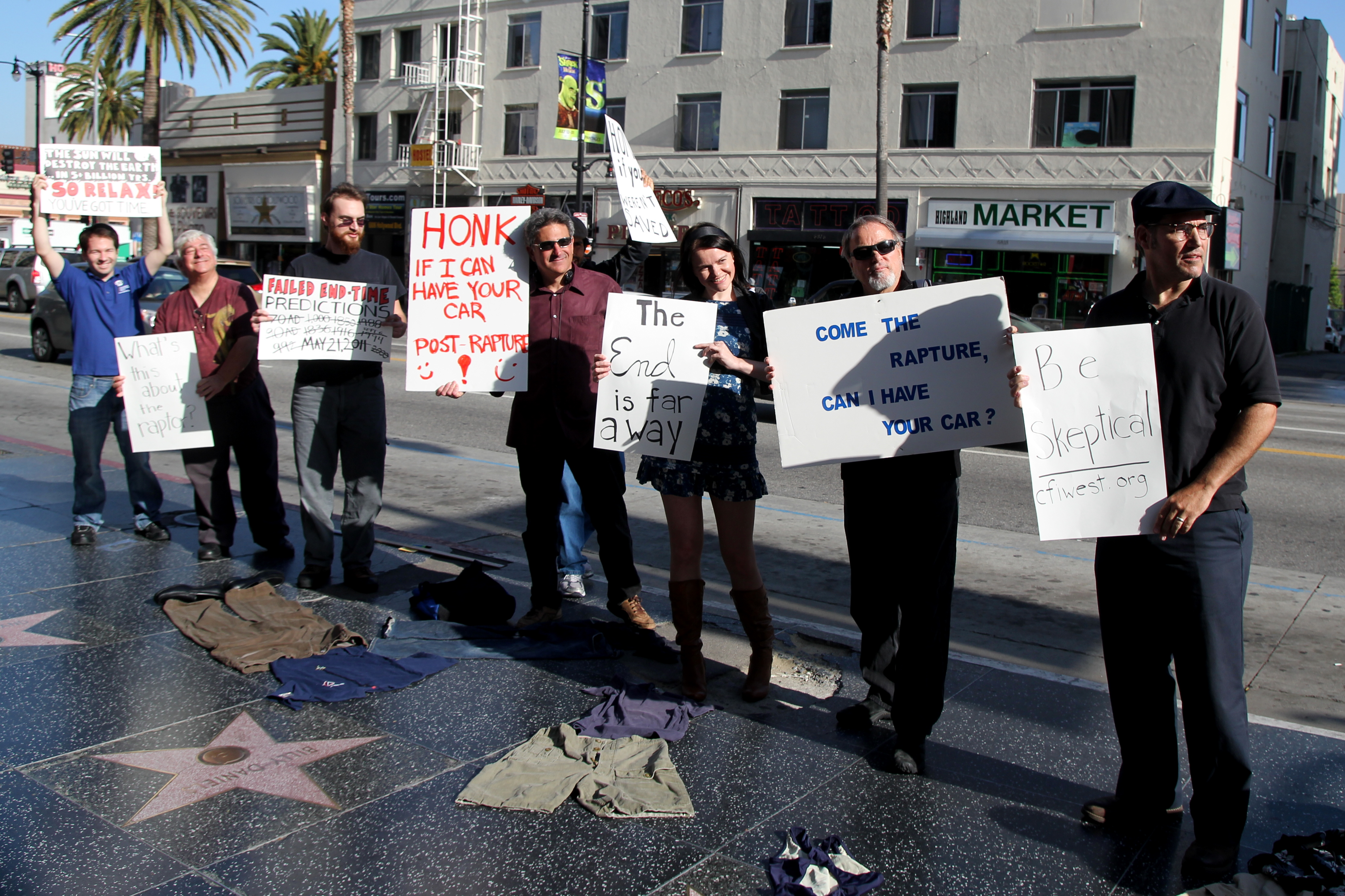
Grupo de escépticos, como se muestra aquí, en contra protesta hacia Camping y su fin del mundo. Hollywood Boulevard, 21 de mayo de 2011.

Camping ganó notoriedad debido a su predicción de que el rapto se llevaría a cabo el 21 de mayo de 2011, y que el fin del mundo, posteriormente se llevaría a cabo cinco meses después, el 21 de octubre de 2011. Camping afirmó que alrededor de 200 millones de personas (aproximadamente el 3% de la población mundial) sería arrebatada.
Reuters informó el 21 de mayo que las cortinas estaban corridas en la casa de Camping en Alameda, California, y que nadie fue a abrir la puerta. Camping salió de su casa el 22 de mayo, diciendo que estaba "asombrado" de que el rapto no había ocurrido, que estaba "buscando respuestas", y diría más, cuando regresara a trabajar el 23 de mayo.
El 23 de mayo de 2011 en una comparecencia ante la prensa, Camping declaró que había reinterpretado su profecía. En su reinterpretación, el 21 de mayo fue un día del juicio "espiritual", y el fin del mundo llegaría el 21 de octubre de 2011.
Ateos y escépticos, como los grupos de Ateos de América e IIG se reunieron en todo el país con la intención de atraer la atención de los seguidores del Camping que se encontraban en reclusión. "El problema es que la Biblia es la mitología", dijo Larry Hicok, director estatal de los Ateos Americanos.
Los principales grupos cristianos se distanciaron de las predicciones de Camping.
En octubre de 2011, News24 reportó que su congregación se había reducido a "unos 25 adultos en un domingo cualquiera". Camping y sus seguidores evitaron, en gran medida, a los medios de comunicación en los siguientes meses desde mayo de 2011, y permanecieron en reclusión, después del fiasco del 21 de octubre.